# Emanuel Aiwu
Emanuel Aiwu (sinh ngày 25 tháng 12 năm 2000) là một cầu thủ bóng đá chuyên nghiệp người Áo hiện đang thi đấu ở vị trí hậu vệ cho câu lạc bộ Birmingham City tại EFL Championship, cho mượn từ Cremonese tại Serie B.

## Sự nghiệp thi đấu

### Cremonese
Ngày 5 tháng 8 năm 2022, Aiwu gia nhập câu lạc bộ Cremonese bằng bản hợp đồng kéo dài 4 năm, với mức phí chuyển nhượng được báo cáo là 3,5 triệu euro.

## Đời tư
Aiwu sinh ra tại Linz, Áo, và là người gốc Nigeria.

## Thống kê sự nghiệp
Tính đến 17 tháng 6 năm 2022
| Câu lạc bộ          | Mùa giải            | Giải đấu                         | Giải đấu | Giải đấu | Cúp  | Cúp | Châu lục | Châu lục | Khác | Khác | Tổng cộng | Tổng cộng |
| Câu lạc bộ          | Mùa giải            | Hạng                             | Trận     | Bàn      | Trận | Bàn | Trận     | Bàn      | Trận | Bàn  | Trận      | Bàn       |
| ------------------- | ------------------- | -------------------------------- | -------- | -------- | ---- | --- | -------- | -------- | ---- | ---- | --------- | --------- |
| Admira Wacker       | 2017–18             | Giải bóng đá vô địch quốc gia Áo | 3        | 0        | —    | —   | —        | —        | —    | —    | 3         | 0         |
| Admira Wacker       | 2018–19             | Giải bóng đá vô địch quốc gia Áo | 19       | 3        | 1    | 0   | 1        | 0        | —    | —    | 21        | 3         |
| Admira Wacker       | 2019–20             | Giải bóng đá vô địch quốc gia Áo | 26       | 0        | 2    | 0   | —        | —        | —    | —    | 28        | 0         |
| Admira Wacker       | 2020–21             | Giải bóng đá vô địch quốc gia Áo | 28       | 1        | 1    | 0   | —        | —        | —    | —    | 29        | 1         |
| Admira Wacker       | 2021–22             | Giải bóng đá vô địch quốc gia Áo | 5        | 1        | 1    | 0   | —        | —        | —    | —    | 6         | 1         |
| Admira Wacker       | Tổng cộng           | Tổng cộng                        | 81       | 5        | 5    | 0   | 1        | 0        | —    | —    | 87        | 5         |
| Rapid Wien          | 2021–22             | Giải bóng đá vô địch quốc gia Áo | 25       | 2        | 3    | 0   | 8        | 0        | —    | —    | 36        | 2         |
| Tổng cộng sự nghiệp | Tổng cộng sự nghiệp | Tổng cộng sự nghiệp              | 106      | 7        | 8    | 0   | 9        | 0        | 0    | 0    | 123       | 7         |